# Node sentinella
Un node sentinella és usat en llenguatges de programació per a agilitar algunes operacions en llistes enllaçades i arbres. Açò està referit a tipus de dades especials d'objectes que representen el final d'una estructura de dades. Les llistes enllaçades poden usar un objecte sentinella per a indicar el final d'una llista. Similarment, una estructura de dades arbre pot usar un node sentinella per a indicar un node sense fills. Sempre no és necessari usar un node sentinella. Usualment se substitueix pel valor NULL.